# Bükkvinfest
A Bükkvinfest a bükkaljai borvidék legjelentősebb borversenye. Az első Bükkvinfestet 1992-ben rendezték meg Bogácson, azóta minden év június utolsó hétvégén összegyűlnek a hazai és néhány külföldi ország (Németország, Szlovákia) borászai és 300–500 bort méretnek meg.

## A borverseny és programja
A borverseny köré számos kulturális és szórakoztató program kapcsolódik. Története során voltak időszakok, amikor egész hetes volt a rendezvény. A több ezer Bogácsra látogató turista június utolsó napjaiban biztosan talál magának érdekes programot, hiszen a szervezők (Bogács Község Önkormányzata, később az 1996-ban alakult Szent Márton Borrend is) ezt figyelembe véve rendezik meg a Bükkvinfestet. A rendezvény előtti napokban külön kiadvány jelenik meg, amelyben – a programok mellett – a borversíró pályázatra érkezett legsikeresebb műveket is közzéteszik. A programok között szerepel komolyzenei koncert, melynek a kiváló akusztikájú Szent Márton templom ad otthont, a Közösségi Házban általában festménykiállítás tekinthetnek meg az érdeklődők. A borverseny után látványos felvonulást rendeznek Bogács főutcáján, ahol borhercegnők, mazsorettek, fúvószenekar, borrendek képviselői, pávakörösök bogácsi népviseletben, a község elöljárói, lakói, turisták vonulnak a bogácsi termálfürdőbe. A fürdő színpada köré gyűlt több ezer érdeklődő előtt hirdetik ki a borverseny  eredményét, és ünnepélyesen új borlovagokat is avatnak (2008-ban például Csézy, 2009-ben Jónyer István, Kefír (Kecskés Tibor) és Salamon József lett a Szent Márton Borrend új tagja). A pincesoron borlopóverseny, bortúra zajlik. Az esti órákban nagy koncertek vannak, neves előadóművészekkel, tűzijátékkal. Természetesen lehetőség nyílik a tájjellegű borok megkóstolására, megismerésére is.

## A borverseny
A zsűri tagjai között ismert hazai borászok, borrendek tagjai, Borsod-Abaúj-Zemplén megye ismert szülöttei is helyet foglalnak. (2007-ben például Nemcsák Károly és Kiss Mari színészek). Minden borverseny alkalmával – a benevezett borok számától függően – 10–14 tagú bizottság végzi a borok zsűrizését, borfajtáktól függően. A bizottságok pontszámai alapján a borok „oklevél”, „bronz-, ezüst-, és aranyérem” minősítést kapnak. A gyenge minőségű borokat kizárják a versenyből. Csúcs zsűri dönt a Nagy aranyérem odaítéléséről, azonkívül ők ítélik oda a különdíjakat.